# Orchis galilaea
Orchis galilaea là một loài lan được tìm thấy ở miền nam Thổ Nhĩ Kỳ to Israel.

## Hình ảnh

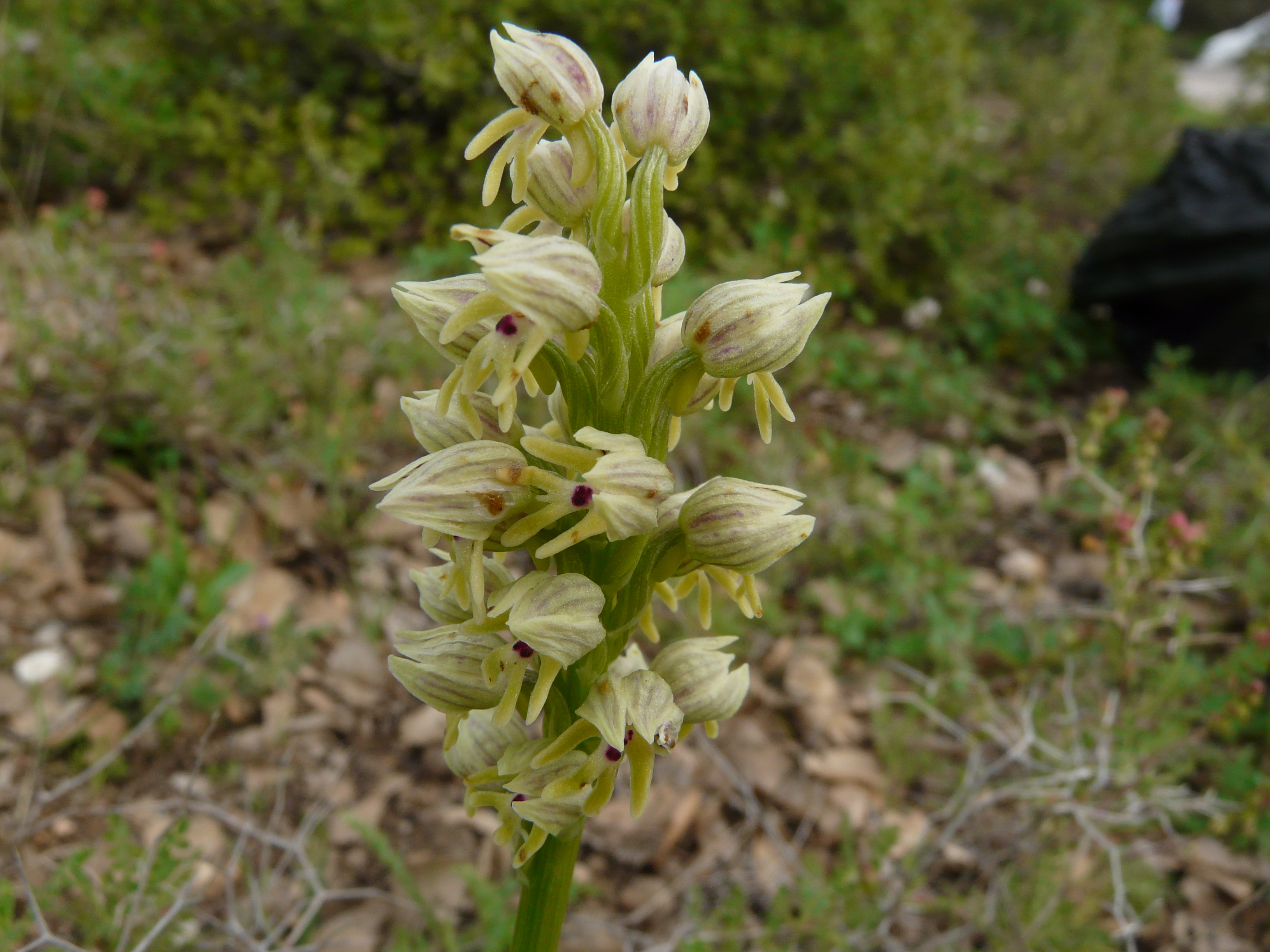
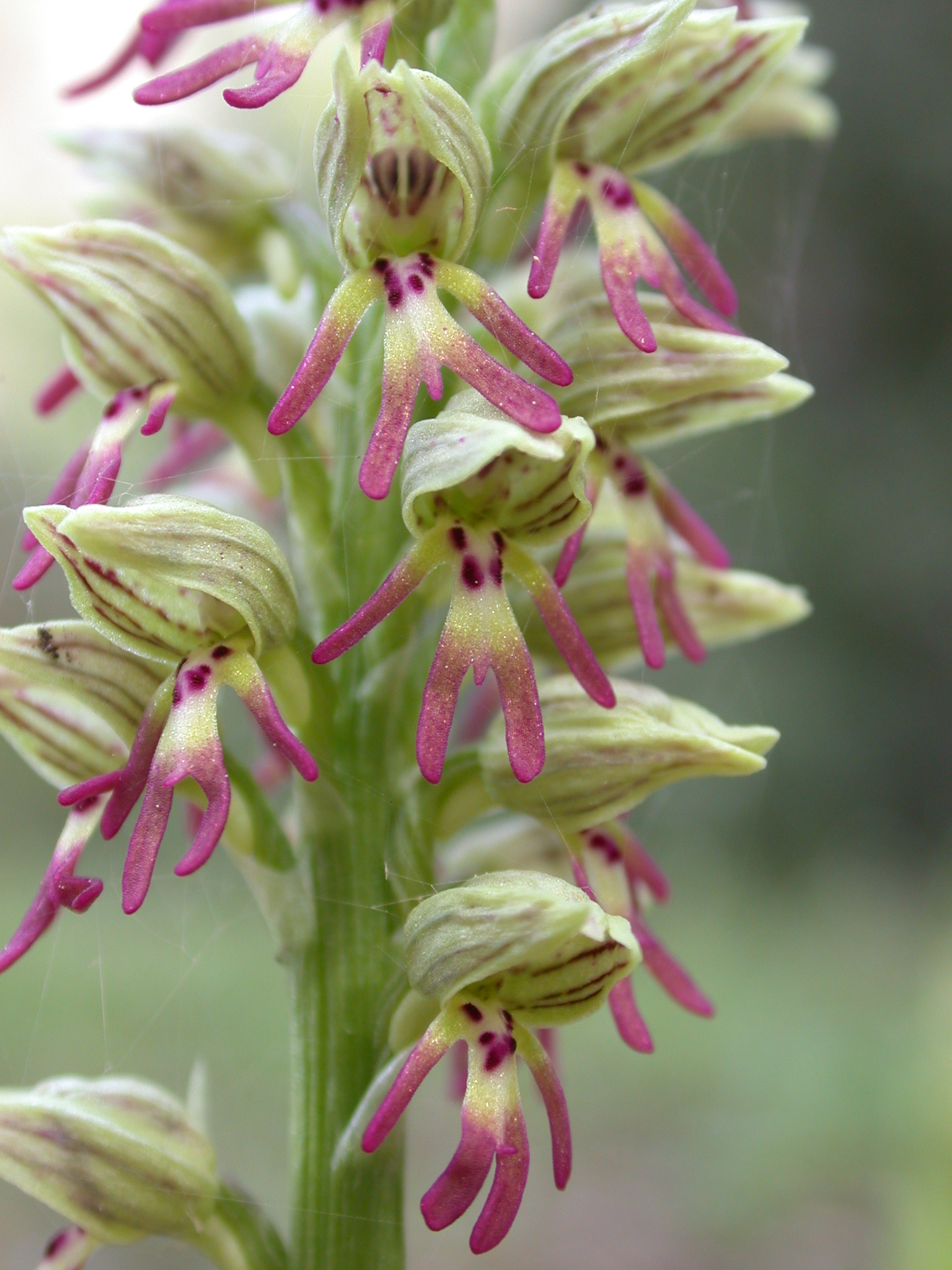
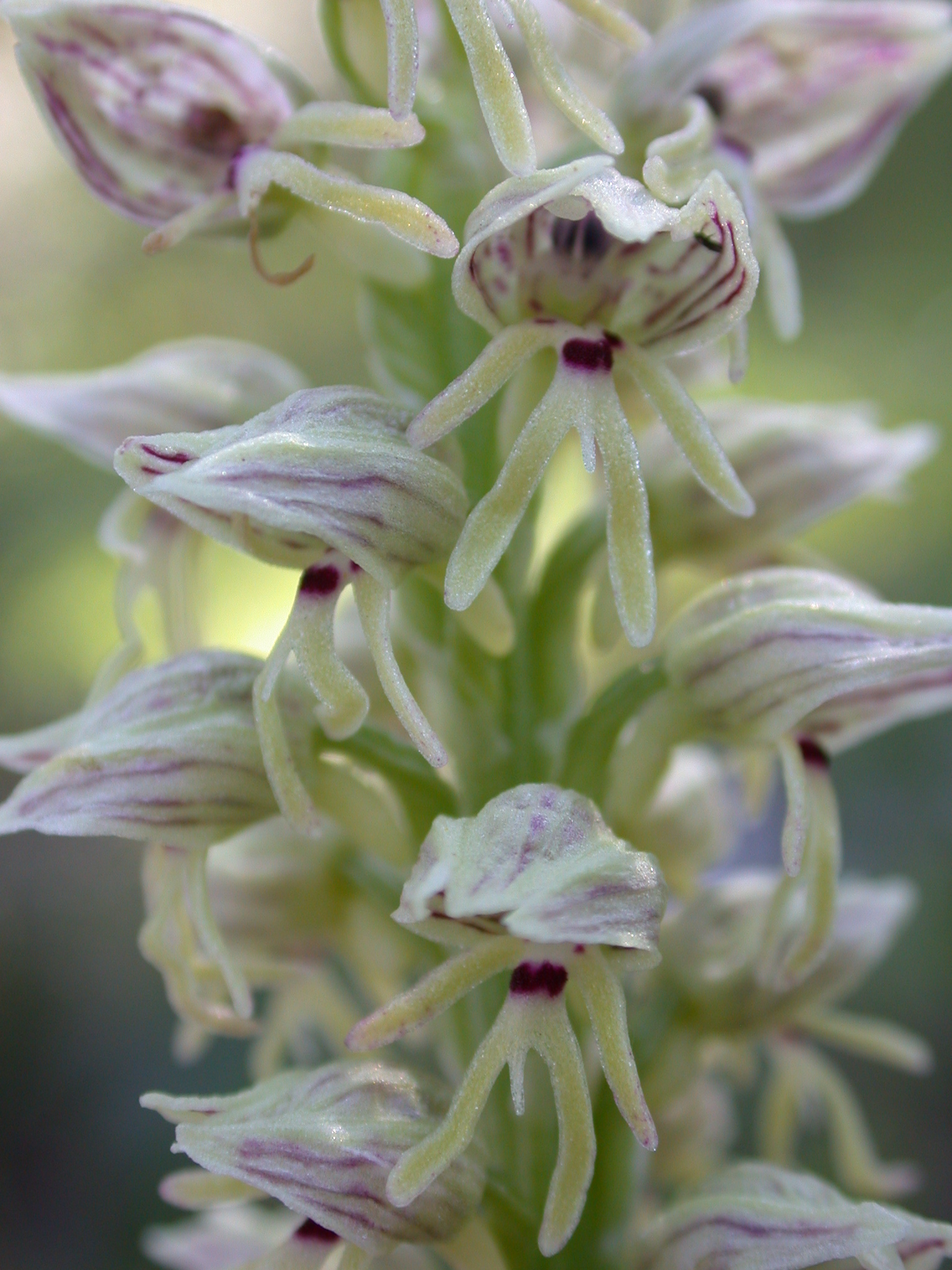
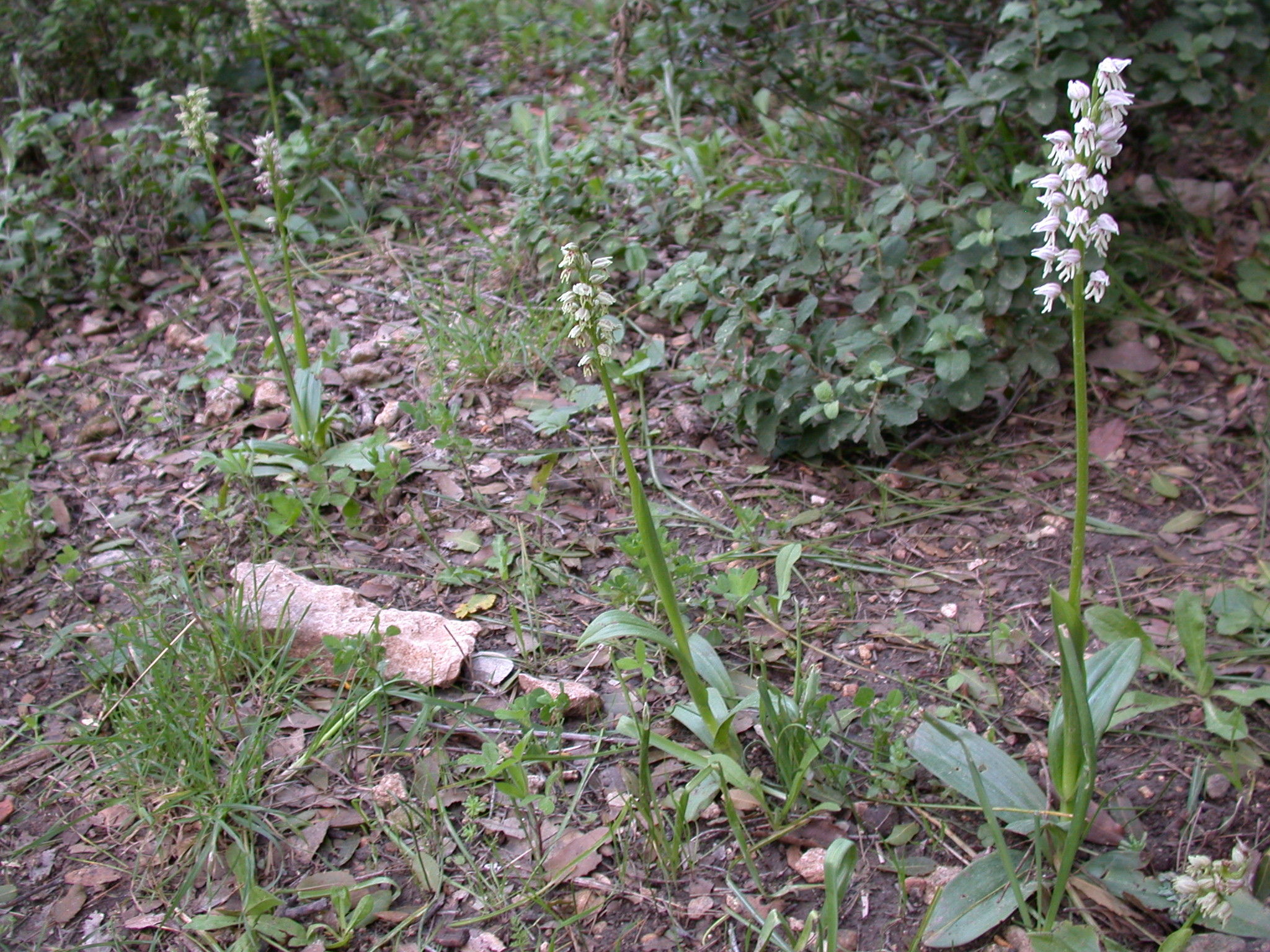